# Мурау (округ)
Мурау (нем. Bezirk Murau) - округ в Австрии. Центр округа - город Мурау. Округ входит в федеральную землю Штирия. Занимает площадь 1.384,58 кв. км. Население 31 472 чел. Плотность населения 23 человека/кв.км. 

## Административно-территориальное деление
1. Кракау
2. Мюлен
3. Мурау
4. Ноймаркт-ин-Штайермарк
5. Нидервёльц
6. Обервёльц
7. Рантен
8. Санкт-Георген-ам-Крайшберг
9. Санкт-Ламбрехт
10. Санкт-Петер-ам-Каммерсберг
11. Шайфлинг
12. Шёдер
13. Штадль-Предлиц
14. Тойфенбах-Кач

### До 2015 года
1. Дюрнштайн
2. Фроях-Кач
3. Кракаудорф
4. Кракаухинтермюлен
5. Кракаушаттен
6. Кульм-ам-Цирбиц
7. Ласниц-Мурау
8. Мариахоф
9. Мюлен
10. Мурау
11. Ноймаркт
12. Нидервёльц
13. Обервёльц-Штадт
14. Обервёльц-Умгебунг
15. Перхау-ам-Заттель
16. Предлиц-Туррах
17. Рантен
18. Ринег
19. Санкт-Блазен
20. Санкт-Георген-об-Мурау
21. Санкт-Ламбрехт
22. Санкт-Лоренцен-Шайфлинг
23. Санкт-Марайн-Ноймаркт
24. Санкт-Петер-ам-Каммерсберг
25. Санкт-Рупрехт-Фалькендорф
26. Шайфлинг
27. Шёдер
28. Шёнберг-Лахталь
29. Штадль-ан-дер-Мур
30. Штольцальпе
31. Тойфенбах
32. Трибендорф
33. Винклерн-Обервёльц
34. Цойчах